# Pierre d'Euville

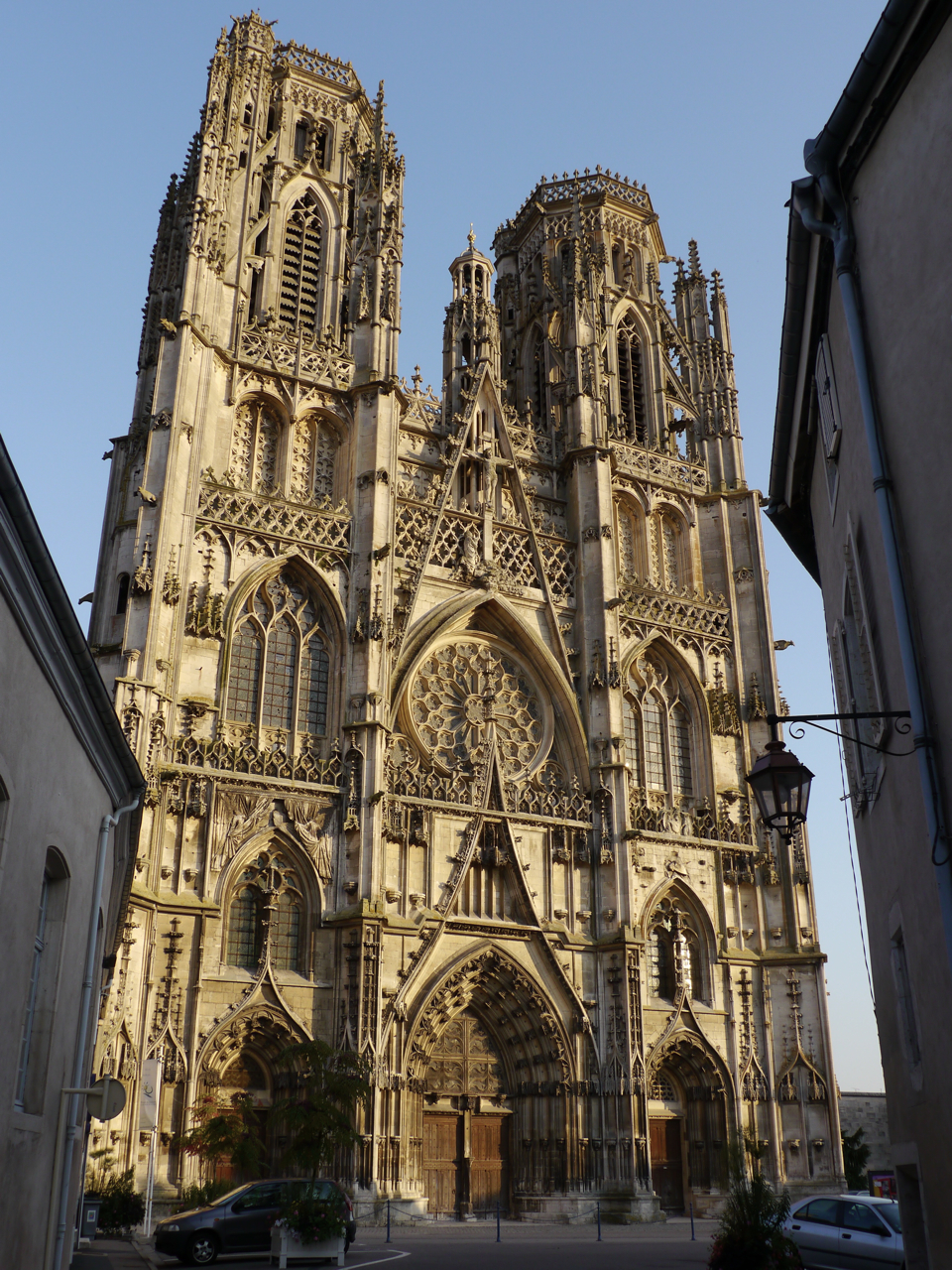
Cathédrale de Toul en pierre de Sorcy.

La pierre d'Euville est un type de pierre utilisé dans la construction de nombreux bâtiments. C'est une pierre de calcaire à entroques beige rosé et jaunâtre du Jurassique supérieur (Oxfordien, -160 millions d'années).

## Exploitation
Le calcaire d'Euville est exploité à Euville, Géville et Commercy, dans les côtes de Meuse, dans le département de la Meuse, région Grand-Est.
D'autres carrières plus anciennes furent exploitées à Sorcy et Lérouville...

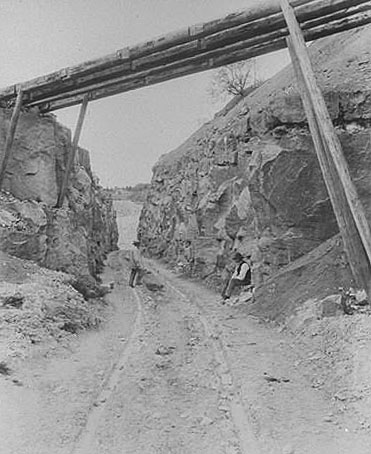
Carrière d'Euville Sablière (1889).
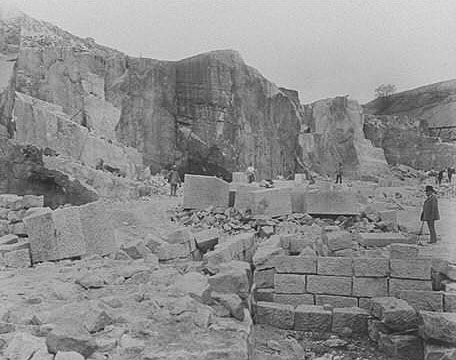
Carrière d'Euville Tranchée (1889).
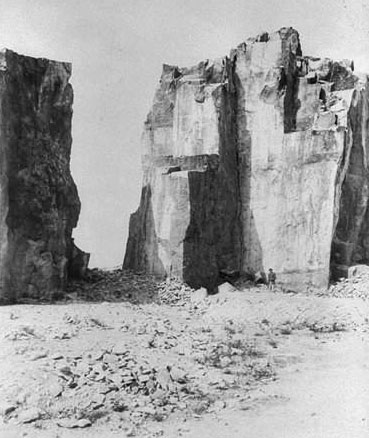
Carrière de Lérouville La Mézengère (1889).
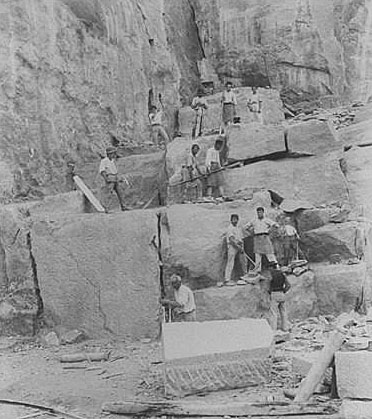
Carrière de Lérouville Maillemont (1889).

## Coloration

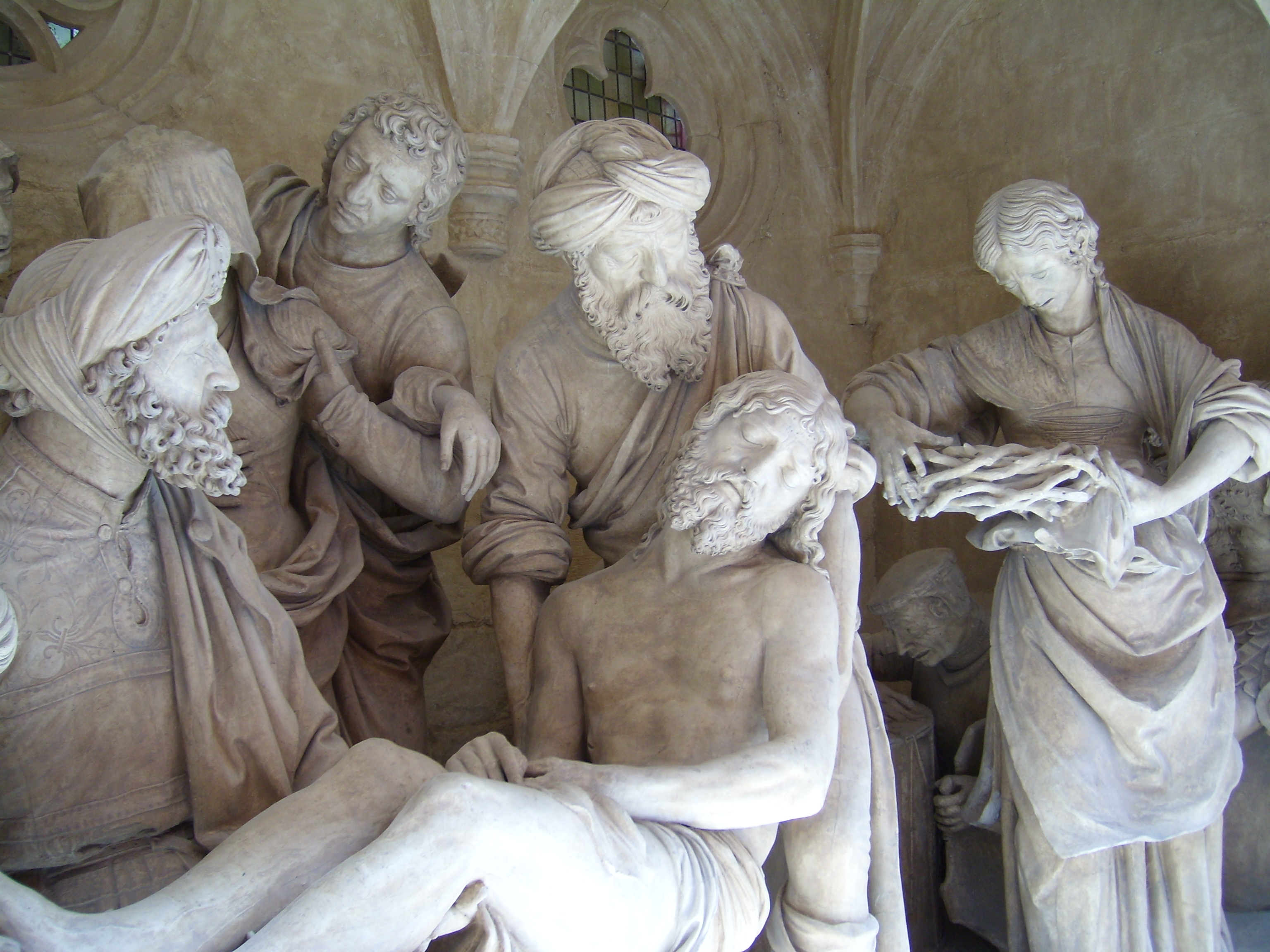
Le sépulcre de Ligier Richier.

L'absence d'oxyde de fer caractérise cette pierre d'une extrême blancheur, et qui lui confère une réputation dans toute l'Europe et même au-delà.

## Caractéristiques
D'un grain très fin et d'une grande blancheur, la pierre dite d'Euville est en fait exploitée depuis des siècles dans les carrières de Sorcy (désormais fermées). Cette pierre de Sorcy, identique à la pierre d'Euville était le matériau idéal pour le sculpteur de la renaissance lorraine : Ligier Richier.

## Constructions
De nombreux bâtiments, notamment en Lorraine, utilisent cette pierre :
- À Nancy, c'est la principale pierre utilisée pour les bâtiments Art nouveau du mouvement de l'École de Nancy ainsi que de la plupart des édifices construits au XIXe siècle comme la basilique Saint-Epvre de Nancy,
- le château de Commercy (XVIIe siècle),
- la place Stanislas de Nancy (XVIIIe siècle),
- les bâtiments de style École de Nancy construits en dehors de la ville comme la mairie d'Euville par exemple,
- La basilique Sainte-Jeanne-d'Arc de Domrémy-la-Pucelle,

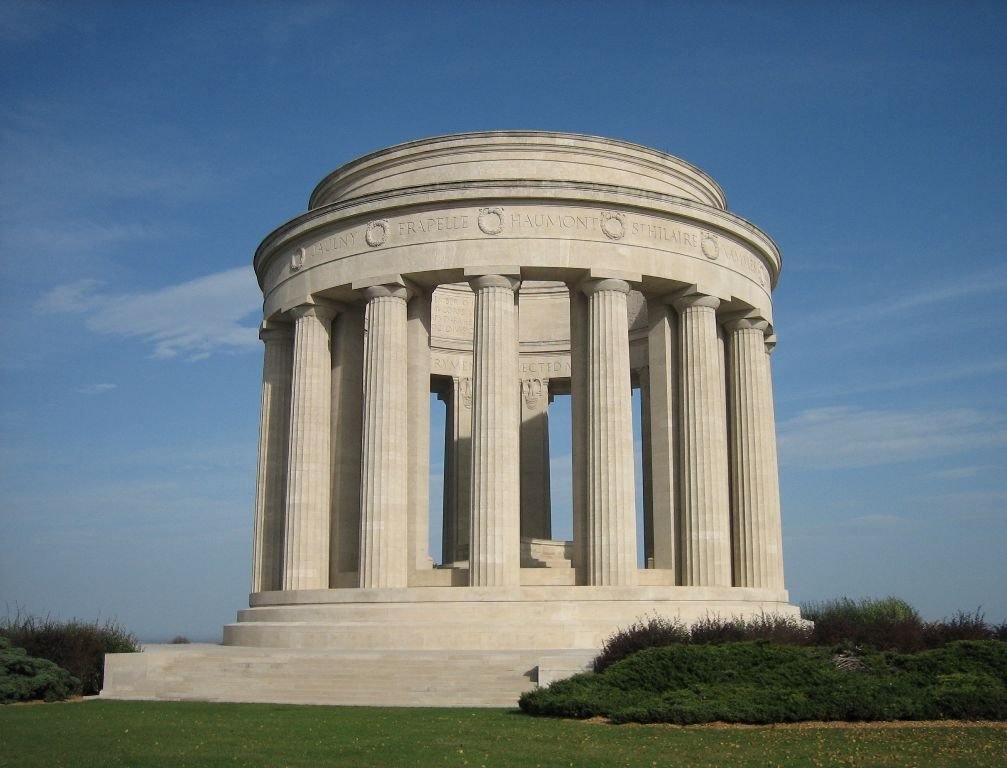
Monument de Montsec.

Les mémoriaux Américains en Lorraine tels que :
- la butte de Montsec et son mémorial du saillant de Saint-Mihiel ainsi que le Cimetière militaire du Saillant de Saint-Mihiel,
- le cimetière américain d'Épinal,
- le cimetière américain de Romagne-sous-Montfaucon,
- le cimetière américain de Saint-Avold.

Les édifices construits en pierre de Sorcy antérieurs au XVIIIe siècle tels que :
- la basilique de Saint-Nicolas-de-Port (XVIe siècle),
- la cathédrale Saint-Étienne de Toul (XIIIe – XVIe siècle),
- Les sculptures de Ligier Richier (XVIe siècle)
- l'abbaye des Prémontrés de Pont-à-Mousson (XVIIIe siècle).

Il en existe également à Paris :

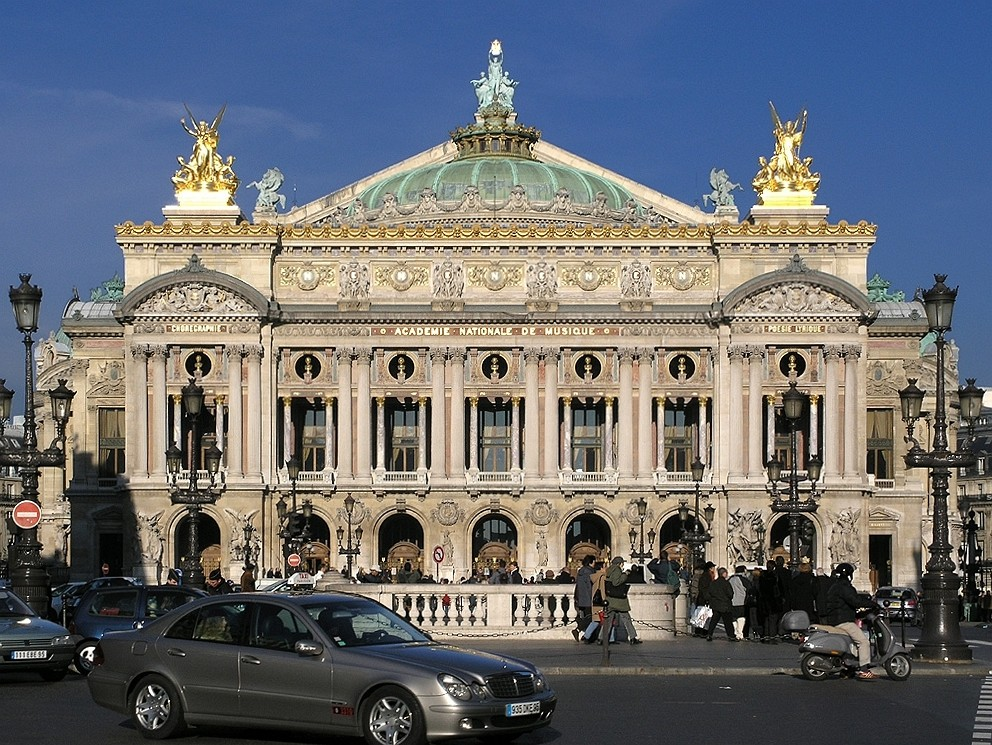
Opéra Garnier à Paris.

- l'aile du Louvre édifiée sous Napoléon III,
- le Grand Palais ainsi que le Petit Palais,
- l'Opéra Garnier,
- la gare de Paris-Est,
- le pont Alexandre-III[réf. nécessaire].
- Les frises sculptées par Constant Roux qui entourent l'Institut de paléontologie humaine (fondation du prince Albert Ier de Monaco) rue René-Panhard sont en pierre d'Euville.
- le Monument aux Mères françaises de Paul Bigot, Henri Bouchard et Alexandre Descatoire pour le jardin du Monument-aux-Mères-Françaises.

Cependant n'est pas en pierre d'Euville, comme le prétend pourtant une légende persistante, le socle de la statue de la Liberté à New York, qui est en fait constitué de béton et de granit provenant du Connecticut.